# Dólar
Dólar ist eine Gemeinde in der Provinz Granada im Südosten Spaniens mit 606 Einwohnern (Stand: 2024). Die Gemeinde liegt in der Comarca Guadix.

## Geografie
Die Gemeinde liegt im Süden der Provinz und grenzt an Bayárcal, Baza, Ferreira, Fiñana, Gor, Huéneja und Valle del Zalabí.

## Geschichte
Historisch gesehen geht die erste dokumentierte Besiedlung von Dólar auf die Zeit der römischen Herrschaft auf der Halbinsel zurück, als der Ort zu einem Dorf wurde und sich die Bevölkerung in den sonnigeren Bereichen der Hügel niederließ.
Während der muslimischen Periode dokumentierte der Geograph al-Idrisi eine riesige ummauerte Burg, die der Stadt den Status einer Festung verlieh. In der Nähe gab es bis zur Rückeroberung durch die Katholischen Könige zwei kleine Dörfer mozarabischen Ursprungs.